# Nariqala

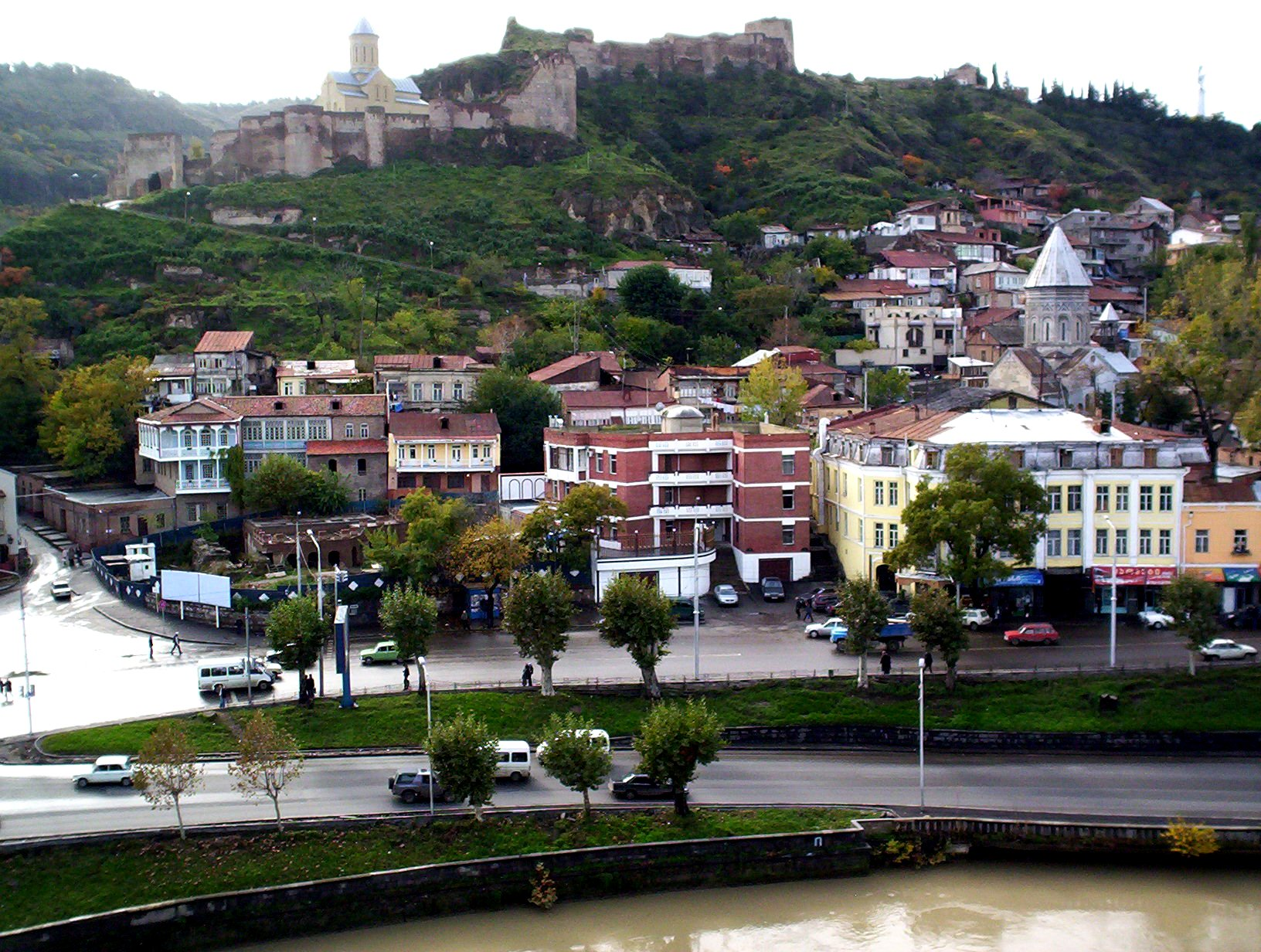
Vy över Gamla Tbilisi med Nariqala.

Nariqala (georgiska: ნარიყალა) är en forntida fästning som vakar över Tbilisi, Georgiens huvudstad och Kurafloden. Fästningen består av två murade sektioner på en brant backe mellan svavelbaden och Tbilisis botaniska trädgård. Vid den nedre delen av fästningen ligger den nyrenoverade St. Nicholaskyrkan.
Fästningen byggdes på 300-talet och har utvidgats flera gånger. Den skadades allvarligt av en jordbävning 1827. De delar som finns kvar idag är från 1500- och 1600-talen.
En linbana går från Tiblisis centrum till fästningen.